# HML-03
HML-03(Hyundae Maglev-03)은 1993년 대전 엑스포에서 운행하기 위해 제작된, 대한민국 최초의 영업 운행용 자기부상열차 차량이다. 현대는 HNL-02 개발성공에 이어 실용화 자기부상열차를 대전엑스포에 출품하기로 결정했다. 연구비 200억원을 들여 독일의 크라우스마피아사와 기술자문계약을 맺은 후 자기부상열차는 현대그룹의 기술을 대표해 1993년 8월 7일부터 열린 대전 EXPO 내 자기부상열차관에 선보였고 이 기간 동안 13만명이 시승하는 등 성공적인 운행을 과시하였다. 자기부상열차의 차체 구조물은 알루미늄 합금과 특수 강화 플라스틱을 사용하였고, 그 구조는 부상안내 시스템, 추진 시스템, 제동 시스템, 가이드 웨이 및 편의 설비 등으로 이루어졌다. 부상안내 시스템은 상전도 흡인 방식으로써 24개의 전자석과 3개의 부상안내 제어기를 사용하였다. 추진 시스템은 석 대의 인버터와 여섯 대의 선형 유도 전동기를 사용하였으며, 제동 시스템은 원활하고 안전한 제동 기능을 확보하기 위해 1차적으로 전기 제동, 2차적으로 공기 제동을 사용하였다. 디자인은 유선형으로 측면 상부를 곡면 유리로 처리하고 탑승객의 시야 범위를 극대화하여 안락하고 고급스러운 실내 분위기를 연출하였다. 대전엑스포 당시 탑승 시간은 3분 정도로 매일 20분 간격으로 열 시간가량 운행되었는데, 첨단 기술 외에도 곡선 통과를 원활하게 하는 대차 독립 제어, 모니터링 시스템에 의한 자기진단, 마이크로프로세서에 의한 속도 패턴 제어 등 실용화에 필요한 세부 기술을 두루 갖추어 관람객들이 한국 기술의 위상을 한 눈에 볼 수 있는 기회를 제공했으며, 한국 과학기술의 상징적 전시물로 역할했다. 이 열차는 현대정공 기술개발 팀장인 김홍재 박사를 비롯한 18명의 연구진이 개발하였다. 일본,독일,영국에 이어 세계 4번째로 현대정공이 개발한 자기부상열차는 '첨단기술의 결정체'라는 찬사와 함께 언론에 집중적인 조명을 받았다. 또한 최초로 자기부상열차 안에서 결혼식을 올린 한 쌍의 부부도 탄생할 정도로 많은 관심을 받았으며 엑스포 기간 동안 약 12만명의 관람객을 수송했다. 부상 방식은 흡인식이며, 궤도에서 12mm 부상한다. 이후 대전시의 예산문제로 운행이 중단되었다가 새로운 자기부상열차인 UTM-02가 도입되면서 퇴역한다.현재는 국립중앙과학관 야외전시관에 보존되어있으나 내부 출입은 불가능하다.

## 현황
- 1편성만이 제작되었으며, 국립중앙과학관에서 전시되고 있다.

## 참조
1. ↑  “보관된 사본”. 2016년 3월 5일에 원본 문서에서 보존된 문서. 2016년 3월 10일에 확인함.
2. ↑  “보관된 사본”. 2016년 3월 5일에 원본 문서에서 보존된 문서. 2016년 3월 10일에 확인함.
3. ↑  “보관된 사본”. 2016년 3월 5일에 원본 문서에서 보존된 문서. 2016년 3월 10일에 확인함.